# Инцидент у Фашоди
Инцидент у Фашоди назив је за спор између Француске и Енглеске око стратешки значајне области у басену Нила, села Фашода (данашњи Кодок у Јужном Судану), 1898. године. Инцидент се догодио због тежње обе колонијалне силе да повежу своје колонијалне поседе у Африци. Фашода се налазила на раскрсници британске Каиро-Кејп руте и француске Дакар-Сомалиленд руте. Инцидент је завршен повлачењем француског одреда војске и енглеским заузећем Судана.  

## Историја
Последње две деценије 19. века у Африци обележила је расподела афричких територија између великих колонијалних сила. Борба европских сила за колоније у Африци која је вођена у другој половини века позната је под називом „Трка за Африку“. Две главне заинтересоване силе биле су Британија и Француска, а у трци су учествовале и Немачка, Белгија, Италија, Португал и Шпанија. Французи су окупирали углавном области на атлантској обали и у области Сахела . Крајњи циљ Француза било је повезивање река Нигер и Нил чиме би контролисали сву трговину у области Сахел, а тако и караванске путеве кроз Сахару. На истоку, Французи су држали област на Црвеном мору, данашњи Џибути, а тада француски Сомалиленд. Британци су желели да повежу своје области на југу и северу Африке. На југу су држали области данашње Јужноафричке републике, Боцване, Малавија, Лесота, Зимбабвеа и Замбије, а даље ка северу Кенију и све области у басену Нила. Кључна област био је Судан. Он је обувхатао територије данашњег Јужног Судана и Уганду. Данашње државе Судан и Египат Британци су већ држали. Коначни циљ Енглеза била је изградња железнице Каиро-Кејп која би повезивала све енглеске афричке поседе.  
Фашода (данашњи град Кодок у Јужном Судану) била је област на којој су се секле линије претензија Француске (Дакар-Сомалиленд) и Енглеске (Каиро-Кејп). То објашњава њен изузетан стратешки значај. Договор није био могућ. Једна страна морала је одустати од својих планова. Инцидент око Фашоде био је повезан и са дугом англо-француском спору о оправданости енглеске окупације Египта од стране Енглеза. Енглези испољавају изузетно интересовање за Египат након прокопавања Суецког канала 1869. године и бомбардовања Александрије 1882. године. 
Енглеска влада је 1896. године приступила освајању Судана. Две године касније заузет је Картум након чега се код села Фашода генерал Киченер сусрео са француским одредом под командом капетана Маршана. Француска сила од свега 120 сенегалских пешадинаца и 12 француских официра кренула је ка Фашоди у позајмљеном белгијском пароброду са циљем да Енглезима пресече пут. У Судану је требало да се сретну са експедицијом која је долазила са истока, из Етиопије. Киченер је предложио Маршану да се повуче. Енглеска влада запретила је Француској ратом. У то време, Француску је потресала афера Драјфус која је заокупирала јавност и одвратила пажњу од инцидента у Фашоди. Французи су попустили и Маршан је добио наређење да се повуче из долине Нила. Енглеска је завршила освајање Судана и завладала целим током Нила. Након завршетка рата са бурским републикама, Енглеска је држала читаву јужну Африку (сем тзв. Немачке Југозападне Африке). У јужноафричким португалским колонијама (Мозамбик и Ангола) фактички су господарили Енглези. 